# Juegos de la Mancomunidad de 1962
Los VII Juegos de la Mancomunidad se celebraron en Perth (Australia), del 22 de noviembre al 1 de diciembre de 1962, bajo la denominación Juegos del Imperio Británico y de la Mancomunidad de Perth 1962.

Participaron un total de 1.041 deportistas representantes de 34 países miembros de la Mancomunidad de Naciones. El total de competiciones fue de 104 repartidas en 10 deportes.

## Medallero
| Núm. | País                  | Oro | Plata | Bronce | Total |
| ---- | --------------------- | --- | ----- | ------ | ----- |
| 1    | Australia             | 38  | 36    | 31     | 105   |
| 2    | Inglaterra            | 29  | 22    | 27     | 78    |
| 3    | Nueva Zelanda         | 10  | 12    | 10     | 32    |
| 4    | Pakistán              | 8   | 1     | 0      | 9     |
| 5    | Canadá                | 4   | 12    | 15     | 31    |
| 6    | Escocia               | 4   | 7     | 3      | 14    |
| 7    | Ghana                 | 3   | 5     | 1      | 9     |
| 8    | Jamaica               | 3   | 1     | 1      | 5     |
| 9    | Kenia                 | 2   | 2     | 1      | 5     |
| 10   | Singapur              | 2   | 0     | 0      | 2     |
| 11   | Uganda                | 1   | 1     | 4      | 6     |
| 12   | Rodesia y Niasalandia | 0   | 2     | 5      | 7     |
| 13   | Gales                 | 0   | 2     | 4      | 6     |
| 14   | Bahamas               | 0   | 1     | 0      | 1     |
| 15   | Fiyi                  | 0   | 0     | 2      | 2     |
| 15   | Trinidad y Tobago     | 0   | 0     | 2      | 2     |
| 17   | Barbados              | 0   | 0     | 1      | 1     |
| 17   | Guayana Británica     | 0   | 0     | 1      | 1     |
| 17   | Jersey                | 0   | 0     | 1      | 1     |
| 17   | Malasia               | 0   | 0     | 1      | 1     |
| 17   | Irlanda del Norte     | 0   | 0     | 1      | 1     |
| 17   | Papúa Nueva Guinea    | 0   | 0     | 1      | 1     |
|      | TOTAL                 | 104 | 104   | 112    | 320   |